# Wishmaster
Wishmaster е името на третия албум на Nightwish. Обложката е дело на Маркус Майер. Текстовете и музиката на повечето песни са написани от Туомас Холопайнен. В записите взима участие и мъжки хор от петима души.

## Списък с песни
Албумът включва 11 песни и една бонус песен, включена в извънредно издание с ограничен тираж.
1. She Is My Sin – 4:46
2. The Kinslayer – 3:59
3. Come Cover Me – 4:34
4. Wanderlust – 4:50
5. Two for Tragedy – 3:50
6. Wishmaster – 4:24
7. Bare Grace Misery – 3:41
8. Crownless – 4:28
9. Deep Silent Complete – 3:57
10. Dead Boy's Poem – 6:47
11. FantasMic – 8:27
12. Sleepwalker (бонус, включен към издание с ограничен тираж) – 2:55